# نظرية الله إله القمر
يعود أصل الادعاء بأن الله هو نفسه إله القمر الذي عُبد في شبه الجزيرة العربية قبل الإسلام، إلى دراسات تمت في أوائل القرن العشرين، والتي دعا إليها الإنجيليون الأمريكيون بشكل بارز منذ التسعينيات.
تم اقتراح هذه الفكرة من قبل عالم الآثار هوغو وينكلر في عام 1901، وقد تم نشرها على نطاق واسع في الولايات المتحدة في التسعينيات، أولًا من خلال نشر كتيب روبرت موري بعنوان «إله القمر: في علم آثار الشرق الأوسط» (1994)، وتبعه في النهاية كتابه «الغزو الإسلامي: مواجهة أسرع دين في العالم نموًا» (2001). تم الترويج لأفكار موري من قبل رسام الكاريكاتير والناشر جاك تشيك، الذي رسم قصة كاريكاتورية خيالية بعنوان «الله ليس له ابن» في عام 1994.
يجادل موري بأن «الله» كان اسم إله القمر في الأساطير العربية ما قبل الإسلام، ويعني ذلك أن كلمة «الله» كمصطلح لله في الإسلام تعني أن المسلمين يعبدون إلهًا مختلفًا عن الإله اليهودي المسيحي. يقال إن استخدام التقويم القمري وانتشار صور هلال القمر في الإسلام هو أصل هذه الفرضية. وصف جوزيف لومبارد، أستاذ الإسلام الكلاسيكي، الفكرة بأنها «ليست إهانة للمسلمين فحسب، بل إهانة للمسيحيين العرب الذين يستخدمون اسم» الله «للرب».

## الأدلة التي تنتجها

### علم أصول الكلمات
كلمة الله تسبق الإسلام. كما يقول آرثر جيفري:
كما رأى العالم من القرن التاسع عشر يوليوس فلهاوزن أن مفهوم الله (الإله) "هو" شكلٌ من أشكال التجريد "النابعة من الآلهة المحلية في مكة.
تسكل الكلمات العبرية لله إل وإلواه. يلاحظ البروفيسور من مدرسة الدراسات الشرقية والإفريقية الفرد جيوم أن مصطلح (الله) مستمد في النهاية من جذر سامي يُستخدم كمصطلح عام للألوهية.
يلاحظ جيوم أن بعض العلماء جادلوا بأن كلمة «الإله» كانت تُستخدم لأول مرة كلقب لإله القمر، ولكن هذا «عتيق الأثر» تمامًا بنفس معنى الكلمة الإنجليزية "God":
تم استخدام كلمة «الله» من قبل المسيحيين وواليهود العرب الناطقين بالعربية في الجزيرة العربية قبل حياة نبي الإسلام محمد وهي ترجمة عبارة «الرب» المستخدمة في كتبهم اليونانية من أجل أن تعني الله. تم استخدامها أيضًا من قبل الموحدين العرب قبل الإسلام المعروفين باسم الحنفاء.

### التقويم القمري
يلعب القمر دورًا مهمًا في الإسلام بسبب استخدام التقويم الإسلامي القمري لتحديد تاريخ شهر رمضان. يحدد هلال القمر، بداية ونهاية الأشهر الإسلامية كما كان الحال بالنسبة للتقويم البابلي. كانت الحاجة إلى تحديد الوقت الدقيق لظهور الهلال أحد دوافع العلماء المسلمين لدراسة علم الفلك. يشدد القرآن على أن القمر هو آية من آيات الله، وليس إلهًا في حد ذاته.

### صور هلال القمر

علم تركيا بنجمة وهلال لونهما أبيض على خلفية حمراء

إن رمز الهلال المستخدم كشكل من أشكال البازلان ليس سمة من سمات الإسلام المبكر، كما هو متوقع لأنه كان مرتبطًا بجذور الوثنية ما قبل الإسلام. نشأ استخدام رمز الهلال على أعلام المسلمين خلال العصور الوسطى المتأخرة. شملت أعلام المسلمين في القرن الرابع عشر هلالًا متجهًا نحو الأعلى في حقل أحادي اللون مثل أعلام قابس وتلمسان وداماس ولوكانيا والقاهرة والمهدية وتونس وبودا.
يلمح فرانس بابنغر إلى إمكانية اعتماد الهلال من الرومان الشرقيين، مشيرًا إلى أن الهلال وحده له تقاليد أقدم بكثير أيضًا مع القبائل التركية في المناطق الداخلية من آسيا. يرى جون دنهام بارسونز أن هذا غير مرجح، لأن النجم والهلال لم يكونا موضوعًا واسع الانتشار في الإمبراطورية الرومانية الشرقية في وقت الفتح العثماني.
يميل المؤرخون الأتراك إلى التشديد على أثر رمز الهلال (وليس النجم والهلال) بين الدول التركية المبكرة في آسيا. في التقاليد التركية، هناك أسطورة عثمانية حلم بها مؤسس السلالة العثمانية عثمان الأول، الذي قيل إنه رأى قمرًا يرتفع من صدر قاض مسلم سعى للزواج من ابنته. «عندما اكتمل [القمر]، نزل إلى صدره. ثم انبعث من حقويه شجرة، نمت لتغطي العالم بأسره بظل فروعها الخضراء والجميلة.» تحتها، رأى عثمان العالم منتشرًا أمامه، يعلوه الهلال.
كان استخدام الأعلام الإسلامية التي تحتوي على فن خط القرآن شائعًا من قبل السلطان المغولي جلال الدين أكبر، وقد رصّع الإمبراطور المغولي شاه جهان رمز الهلال والنجمة على درعه الشخصي، ومن المعروف أن ابنه أورانجبب قد استخدم أيضًا دروعًا وأعلامًا مماثلة تحتوي على رمز الهلال ونجمة للأعلى. لقد استخدم أيضًا نواب مختلفين، مثل نواب كارناتيك، رموز الهلال والنجم.

### المعبود العربي هُبل
قبل الإسلام احتوت الكعبة على تمثال يمثل الإله هبل، والذي كان يعتقد السكان المحليون أنه يتمتع بسلطات عرافة. اعتمد هذا الإعتقاد إلى حد ما على دراسة علمانية تاريخية يعود تاريخها إلى القرن التاسع عشر حول أصول النظرة الإسلامية إلى الله والشرك في شبه الجزيرة العربية قبل الإسلام تتعلق بتطور «الله» وأصولها والهوية الأسطورية لهبل.

## وجهات النظر العلمية
وعلى أساس أن الكعبة كانت بيت الله، ولكن المعبود الأهم في داخلها هو هُبل، فقد اعتبر يوليوس فلهاوزن هُبل اسمًا قديمًا لله.
إن الادعاء بأن هُبل هو إله القمر مستمد من الباحث الألماني هوغو وينكلر في أوائل القرن العشرين. لقد وصفه ديفيد ليمينغ بأنه إله محارب وإله مطر، كما يفعل ميرتشا إلياده.
يؤكد مؤلفون حديثون على الأصول النبطية لهُبل باعتباره شخصية مستوردة إلى الضريح، والتي ربما كانت مرتبطة بالفعل بالله. تجادل باتريشيا كرون بالقول: «إذا كان هُبل والله هما الإله نفسه، لكان على هُبل أن يبقى لقبًا لله، وهو ما لم يفعله. وعلاوة على ذلك، لم يكن هناك تقاليد يُطلب من الناس فيها التخلي عن إله لآخر.»
لا يوجد تمثيل أيقوني أو معبود لله.

## المؤيدون المسيحيون
يدعي كتاب روبرت موري، إله القمر في آثار الشرق الأوسط، أن العزى مطابقة أصلًا لهبل، الذي يؤكد أنه إله قمري. يتكرر هذا التعليم في مساحات الفرخ «الله ليس له ابن» و«العروس الصغيرة». وفي عام 1996، أكدت جانيت بيرشال، في البث الإذاعي المشترك، أن المسلمين يعبدون إله القمر. قال بات روبرتسون في عام 2003، «النزاع هو ما إذا كان هُبل، إله القمر في مكة، والمعروف باسم الله، هو الأعلى، أو ما إذا كان يهوه - اليهودي المسيحي في الكتاب المقدس هو الأعلى». ومع ذلك، فقد أثبتت الأبحاث الحديثة من مصادر مختلفة أن «الأدلة» التي استخدمها موري كانت من التمثال الذي تم استخراجه من موقع تنقيب في حاصور، والذي لا علاقة له بـ«الله» على الإطلاق. في الواقع، لا يوافق عالِم الكتاب المقدس ومخطط الإرسالية ريك براون علنًا على هذا النهج وقال: 
 أولئك الذين يدعون أن الله إله وثني، وعلى الأخص أنه إله القمر، غالبًا ما يبنون ادعاءاتهم على حقيقة أن رمز الهلال يزين قمم العديد من المساجد، وأنه يستخدم على نطاق واسع كرمز للإسلام. صحيح أنه قبل مجيء الإسلام، كان العديد من «الآلهة» والأوثان تعبد في الشرق الأوسط، لكن اسم إله القمر كان سين، وليس الله، ولم يكن يحظى بشعبية خاصة في الجزيرة العربية، مهد رأس الإسلام. كان المعبود الأبرز في مكة هو إله يدعى هُبل، وليس هناك دليل على أنه إله القمر. يُزعم أحيانًا أن هناك معبدًا لإله القمر في حاصور في فلسطين. هذا يعتمد على تمثيل هناك لرجل يرتدي قلادة تشبه الهلال. ومع ذلك، ليس من الواضح أن القلادة ترمز إلى إله القمر، وعلى أي حال، هذا الموقع ليس موقعًا دينيًا عربيًا بل موقع كنعاني قديم تم تدميره من قبل يشوع في حوالي عام 1250 قبل الميلاد.... إذا كان العرب القدماء يعبدون مئات الأصنام، فلا شك أن إله القمر سين كان مدرجًا، حتى لو كان العبرانيون عرضة لعبادة الشمس والقمر والنجوم، ولكن لا يوجد دليل واضح على أن عبادة القمر كانت بارزة بين العرب بأي شكل من الأشكال أو أن الهلال كان يستخدم كرمز لإله القمر، والله بالتأكيد ليس اسمًا لإله القمر. 
 يردد مايكل عبد المسيح، مدير التوراة العربية للكتاب المقدس، نفس النقطة ويؤكد أن: 
 إنها نظرية غير مثبتة، لذلك قد تكون خاطئة. حتى لو اتضح أن هذا صحيح، فإنه ليس له تأثير يذكر على العقيدة الإسلامية لأن المسلمين لا يعبدون إله القمر. سيكون ذلك تجديفًا في التعاليم الإسلامية. إذا استخدمنا نظرية إله القمر لتشويه سمعة الإسلام، فنحن نسيء إلى الكنائس والبعثات المسيحية الناطقة بالعربية في جميع أنحاء الشرق الأوسط. لا ينبغي استبعاد هذه النقطة بسهولة لأن كلمة الله موجودة في ملايين الأناجيل العربية والمواد المسيحية العربية الأخرى. نظرية إله القمر تربك الكرازة. عندما يقترب المسيحيون من المسلمين، فإنهم لا يعرفون ما إذا كانوا بحاجة لإقناعهم بأنهم يعبدون الإله الخطأ، أو أن يقدموا لهم رسالة الإنجيل البسيطة لربنا يسوع المسيح. 

## التقليد الإسلامي
في كتاب الأصنام للمؤرخ ابن الكلبي، من القرن الثامن، تم وصف المعبود هُبل بأنه شخصية إنسان بيد ذهبية (تحل محل اليد الأصلية التي قطعت التمثال). كان لديه سبعة أزلام.
يجادل بعض العلماء المسلمين بأن دور محمد كان استعادة العبادة الإبراهيمية المطهرة من الله من خلال التأكيد على تفرده وانفصاله عن خلقه، بما في ذلك ظواهر مثل القمر.[بحاجة لمصدر] تُظهر معجزة انشقاق القمر أن الله ليس القمر، ولكن لديه قوة فوقه.[بحاجة لمصدر] سواء كان هُبل مرتبطًا بالقمر أم لا، فإن كلا من محمد وأعدائه حددوا بوضوح هُبل والله كآلهة مختلفة، حيث كان مؤيدوهم يقاتلون على أطراف متعارضة في معركة بدر. يلاحظ عبد الملك بن هشام أن أبو سفيان بن حرب، قائد الجيش المناهض للإسلام، دعا إلى هُبل للحصول على الدعم لكسب النصر في معركتهم التالية:
صحيح البخاري، وهو تقليد مكتوب من المترجم البخاري في القرن التاسع، يميز بوضوح بين عباد الله وعابدي هُبل في إشارة إلى الحدث نفسه.

## آراء المسلمين وردهم
تعلم معظم فروع الإسلام أن الله هو الاسم في القرآن المستخدم للإله الوحيد والحقيقي، وهو نفس الإله الذي يعبده أعضاء الديانات الإبراهيمية الأخرى مثل المسيحية واليهودية (29:46
) يعتقد الفكر الإسلامي السائد أن عبادة الله انتقلت من خلال إبراهيم والأنبياء الآخرين، لكنها فُسدت بسبب التقاليد الوثنية في شبه الجزيرة العربية قبل الإسلام. لم يعتبر المكيين، قبل محمد، الله الألوهية الوحيدة. ومع ذلك فقد اعتبر الله خالق العالم ومُنزل المطر. قد تكون فكرة المصطلح غامضة في الديانة المكية. ارتبط الله مع شركاء اعتبرهم العرب قبل الإسلام آلهة تابعة. اعتقد المكيين أن هناك نوعًا من القرابة بين الله والجن. كان يُعتقد أن الله كان له أبناء. وأن آلهة العزى ومناة واللات هن بناته. ربما ربط المكييون الملائكة بالله. ينادى الله في أوقات الشدة. كان اسم والد محمد هو «عبد الله».

يدين القرآن نفسه عبادة القمر. يستشهد العلماء المسلمون بالآية 37 من سورة فصلت كدليل على إله القمر الذي يدعي: 

وَمِنْ آيَاتِهِ اللَّيْلُ وَالنَّهَارُ وَالشَّمْسُ وَالْقَمَرُ لَا تَسْجُدُوا لِلشَّمْسِ وَلَا لِلْقَمَرِ وَاسْجُدُوا لِلَّهِ الَّذِي خَلَقَهُنَّ إِن كُنتُمْ إِيَّاهُ تَعْبُدُونَ.
 في عام 2009، كتب عالم الأنثروبولوجيا، غريغوري ستاريت، «يشير استطلاع حديث أجراه مجلس العلاقات الأمريكية الإسلامية إلى أن ما يصل إلى 10% من الأمريكيين يعتقدون أن المسلمين وثنيون يعبدون إله القمر أو الإلهة، وهو اعتقاد تم نشره بنشاط من قبل بعض النشطاء المسيحيين.» يصف إبراهيم هوبر من مجلس العلاقات الأمريكية الإسلامية نظريات إله القمر المزعومة عن الله ب«الأوهام» الإنجيلية «التي تكرس في كتبهم المصورة». تنتشر ردود الفعل الإسلامية على هذه المزاعم على الإنترنت.

ترى فرزانة حسن أن هذه الآراء امتداد للادعاءات المسيحية الإنجيلية القديمة التي ترى أن محمد كان دجالًا ومخادعًا: 
 إن الأدب الذي يوزعه الإئتلاف المسيحي يديم الاعتقاد المسيحي الشائع بأن الإسلام دين وثني، وأنه يستعير جوانب التوحيد اليهودي المسيحي برفعه إله القمر هُبل إلى رتبة الرب الأعلى، أو الله. يظل محمد، بالنسبة للمسيحيين الأصوليين، محتالًا كلف رفاقه بنسخ كلمات الكتاب المقدس أثناء جلوسهم في أماكن مظلمة يتعذر الوصول إليها، بعيدة كل البعد عن أعين الناس. 

## روابط خارجية
- الوعي الإسلامي ، الرد على أسطورة روبرت موري قمر الله: نظرة على الأدلة الأثرية المسترجعة 21 أكتوبر 2012
- بسم الله تعالى ، هل يعبد المسلمون الله القمر؟ تم الاسترجاع بتاريخ 8 يوليو 2017